# 俄备得
俄备得，天主教翻譯為“敖贝”（希伯來語：עובד，Obed （页面存档备份，存于）），按照旧约圣经记载，俄备得是犹大支派的波阿斯和摩押人路得的儿子，耶西的父亲、著名的大卫王的祖父。是追随摩西出埃及后的第三代。

## 新约圣经
在新约圣经的马太福音1章4节，俄备得被作为耶稣的一位先祖列入耶稣的家谱。